# Agria xiangchengensis
Agria xiangchengensis är en tvåvingeart som beskrevs av Chao och Zhang 1988. Agria xiangchengensis ingår i släktet Agria och familjen köttflugor. Inga underarter finns listade i Catalogue of Life.